# Figury tanga argentyńskiego
Figury tanga argentyńskiego – elementy tańca tanga argentyńskiego.
Do elementów tanga argentyńskiego należą ułożenie stóp, pozycja ciała, krok podstawowy, objęcia używane przy nauce tanga i w czasie tańca, sposoby wyrażania emocji, oraz figury kończące tango. Istnieją też warianty tych samych elementów tańca, m.in. figury w których partnerka jest wychylona od osi pionowej – volcady i colgady.

## Historia i terminologia

### Wstęp
Historia tanga opisana jest w haśle o tangu argentyńskim. Historia figur tanga argentyńskiego sięga przełomu lat 1900.
Na podstawie kilkunastu podręczników tańca wydanych w Anglii, Francji, Niemczech, Włoszech i w Stanach Zjednoczonych z lat 1911–1925 wczesne figury tanga można pogrupować na osiem kategorii: corte, paseo, la marcha, ocho, krok skrzyżny (grapevine), ruedas (koło), media luna (półksiężyc), molinete (wiatrak). Z tego okresu początków lat 1900 zachowały się do tej pory: ocho, sentada, media luna, molinete, sandwich.
| Nazwa                            | Tango argentyńskie pomiędzy 1911–1925 | Zdjęcie |
| -------------------------------- | --- | ------- |
| Corte (detención, freno, parada) | Pauza w tańcu, nagłe zatrzymanie ruchu. Corte i quebrada ma też znaczenie stylu tańca (bailar con corte, a la quebrada).                                                                                                 |         |
| Quebrada                         | Odchylenie górnej części ciała kobiety do tyłu. Corte i quebrada ma też znaczenie w stylu tańca (bailar con corte, a la quebrada). Ten krok tanga spopularyzował Rudolf Valentino w filmie Czterech jeźdźców Apokalipsy. |         |
| Media luna (półksiężyc)          | Jedna z obrotowych figur wczesnego tanga. |         |
| Americana (promenada)            | Jeden ze sposobów rozpoczęcia tańca. |         |
| Obrót                            | Ruch obrotowy wokół kobiety. |         |
| Nożyczki                         | Figura zapoczątkowana w promenadzie a następnie wykonany jest otwarty krok w bok. Ta sekwencja może być powtórzona kilkakrotnie.                                                                                         |         |

Figury tanga argentyńskiego różnią się od swoich wtórnych odmian – tanga amerykańskiego i tanga międzynarodowego. W latach 1920. i 1930. nauczyciele tańców towarzyskich w Wielkiej Brytanii starali się skodyfikować formy tańca, tak żeby uczniów różnych szkół uczyć podobnego zestawu podstawowych figur. W latach 20. XX wieku orkiestry tanga argentyńskiego grały w Londynie, m.in. w Hotelu Savoy. W 1922 roku nauczyciele z brytyjskiego związku tańca zaprosili nauczyciela tanga z Paryża, żeby zademonstrował swój styl tanga. Ten styl został zaadaptowany i był uczony do późnych lat 30. XX wieku. W roku 1933 niemiecki amator taneczny Freddie Camp przeniósł się do Londynu. Camp miał bardzo specyficzny styl tańczenia tanga, który polegał m.in. na gwałtownym ruchu głową z jednej strony na drugą. W 1935 roku Camp i jego partnerka pojawili się na turnieju tańca w Blackpool. Styl Campa wywołał ogromne powodzenie. Styl ten, nigdy nie tańczony w Argentynie, jest podstawą tanga międzynarodowego i nie jest opisany tutaj.
Istotna transformacja w sposobie tańczenia tanga argentyńskiego nastąpiła w późnych latach 30. XX wieku po transformacji muzyki tanga w latach 20. W tym okresie jednym z najbardziej znanych milonguero był Carlos Alberto Estevez znany jako Petroleo, który wprowadził giro (obroty), enrosque (korkociąg) i sakady. Jedną z innowacji Petroleo był taniec oparty na kołowym ruchu, co stanowi strukturalną podstawę tanga do tej pory. Krzyżyk (cruzada) został wprowadzony w późnych latach 30. XX wieku i spowodował znaczne rozszerzenie repertuaru figur tanga. W jednej z wersji historii tego kroku został on wprowadzony przez Jose Orradre około 1938–1939 podczas praktyki z (mężczyzną) Recalde. Zanim wynaleziono cruzadę partnerzy wykonywali pierwszy krok razem w tym samym kierunku (promenada, salida americana).
Złoty okres tańca zaczyna się od lat 1940. W tym czasie powstaje także styl tango fantasia, w którym w sposób swobodny tworzono nowe figury nie zważając na konwenanse i moralność tamtych czasów. Później tango fantasia przekształciło się w tango sceniczne. Obecnie pewne figury tango nuevo wywodzą się z tanga scenicznego.
Renesans tanga zaczął się od 1983 roku i panuje obecnie w roku 2011. W tym czasie osoby, które nie tańczyły tanga od jego upadku w końcu lat 1950 zaczęły je tańczyć na nowo, niektórzy uważali za swój obowiązek przekazania tanga następnej generacji. Początkowo renesans tanga był związany z dość skomplikowanymi figurami i tzw. tango show. Jednym z najbardziej wpływowych nauczycieli tego stylu był Antonio Todaro, który umarł w 1993 roku. Około roku 1994, nastąpił częściowy zwrot ku prostszemu stylowi, co było reakcją na "tango show". "Styl milonguero", który został tak nazwany przez Susanę Miller, nawiązywał – w odczuciu twórców tego stylu – do tradycji złotego wieku tanga. Jednym z czołowych tancerzy tego stylu był Carlos Gavito, który tańczył z Marcelą Duran w popularnym spektaklu Forever Tango (1994–2007). W pewien sposób uważano – w pewnym kręgu tancerzy – "styl milonguero" za bardziej autentyczny niż skomplikowany styl pierwszego okresu renesansu tanga pomiędzy 1983–1994.

Pogląd ten nie jest jednak powszechny. Gustavo Naveira, współtwórca w latach 1980 wraz z Fabianem Salasem a następnie Mariano Frúmboli tango nuevo, napisał w 2008 roku esej programowy Nowe Tango, w którym stwierdza: 

Istnieje olbrzymie pomieszanie pojęć jak należy tańczyć tango. Termin "nowe tango" jest używane w odniesieniu do stylu tańca – jest to błąd. W rzeczywistości "nowe tango" to jest to, co się zdarzyło z tangiem od lat 1980. Nie jest to kwestia stylu... "Tango nuevo" oznacza, że taniec staje się bogatszy, lepszy, coraz bardziej interesujący – w tym sensie mamy nowy wymiar tanga... Ostatnio było wiele dyskusji wśród tancerzy tanga dotyczących sposobu trzymania partnerki – tango zostało podzielone na styl "trzymania otwartego" i "trzymania bliskiego". Jednak terminy "bliskie" i "otwarte" są pojęciami przestarzałymi. Jest to sposób myślenia, z którego widać, że w przeszłości słabo rozumiano samą technikę tańca. Ten uproszczony sposób myślenia – opisujący styl tanga na podstawie sposobu objęcia partnerki – zakłada, że tango się nie zmienia i jest statyczne. Dziś wiemy w sposób jednoznaczny, że sposób trzymania jest tylko jednym z elementów stylu.

W historii było wielu wybitnych milonguero – tancerzy, którzy tworzyli nowe figury i ich nazwy (patrz Norberto Esbrez, Antonio Todaro, Roberto Herrera, Juan Carlos Copes, Carlos Gavito, Gustavo Naveira).
Jak widać z powyższego krótkiego wstępu – opisy figur tanga argentyńskiego są z konieczności otwartym zadaniem. Istnieją obecnie materiały książkowe i coraz lepsze materiały audiowizualne. Istnieje wiele filmów instruktażowych dotyczących tanga argentyńskiego; w 2010 roku było ich przeszło 200. Filmy instruktażowe (w większości po hiszpańsku z angielskimi tytułami) poświęcone są podstawom tanga i technice, tango nuevo, stylowi milonguero, różnym wybranym elementom tańca. Istnieje wiele podręczników i słowników tanga, w tym opisów na stronach internetowych, jednak są to głównie tłumaczenia z języka hiszpańskiego na angielski.

### Terminologia
Nazwy kroków tanga argentyńskiego pochodzą w większości z języka hiszpańskiego. Angielska terminologia tanga argentyńskiego jest opisana w kilku książkach. Polska terminologia tanga argentyńskiego jest oparta głównie na nazwach hiszpańskich podobnie jak ma to miejsce w innych obszarach językowych (np. w języku angielskim). Jednym z wyjątków w języku hiszpańskim jest angielska nazwa "sandwich" (kanapka) wprowadzona przez Carlosa Gavito. Polska terminologia jest kodyfikowana na zajęciach tanga przez instruktorów tanga i dyskusjach grup internetowych. Obecnie (2011) nie ma polskich tłumaczeń lub polskich książek dotyczących figur tanga argentyńskiego.
Ilustracje w tym haśle są oparte na sesjach zdjęciowych z Homerem i Krystyną Ladas, znaną amerykańską parą instruktorów tanga oraz Lisette Perelle.

## Podstawy

### Pozycja ciała i podstawowe elementy
Wiele skomplikowanych figur tanga argentyńskiego opiera się na właściwym ustawieniu ciała. Kilka z podstawowych elementów jest opisanych w tabeli poniżej.
| Hiszpański          | Polski                          | Pozycja ciała i podstawowe elementy tańca | Zdjęcie | Zdjęcie |
| ------------------- | ------------------------------- | --- | ------- | ------- |
| Pie activo          | Noga aktywna                    | Noga, która właśnie wykona lub wykonuje krok. |         |         |
| Pie soporte         | Noga obciążona                  | Noga, na której spoczywa ciężar ciała. |         |         |
|                     | Projekcja                       | Jedna z nóg jest na osi natomiast druga jest wysunięta, jej duży palec pozostaje blisko przy podłodze. Ten element jest podstawą wielu kroków.                                                                  |         |         |
| Paso                | Krok                            | Krok do tyłu, krok w bok, krok do przodu. Patrz też skrzyżowany krok do przodu i skrzyżowany krok do tyłu |         |         |
| Posición cero       | Pozycja zero (złączenie)        | Złączenie nóg w kostkach; czasami jest nazywane pozycja 0 (kroku podstawowego). |         |         |
| Disociar            | Skręt (dysocjacja)              | Pozycja, w której istnieje silny skręt pomiędzy biodrami i klatką piersiową. Jednym z klasycznych przykładów skrętu jest podstawowa salida (czyli przejście pomiędzy pozycją 2 i pozycją 3 kroku podstawowego). |         |         |
| Cadencia (balanceo) | Kadencja (zmiana ciężaru ciała) | Zmiana ciężaru ciała w tym samym miejscu. Dla przykładu: jest używana w pozycji 8 w kroku podstawowym. Kadencja jest stosowana w celu delikatnej zmiany ciężaru ciała kobiety w czasie tańca.                   |         |         |
| Cunita              | Kołyska                         | Przemienne kroki do przodu i do tyłu, lub na boki zbliżone do kołysania (stąd nazwa). |         |         |

### Volcada i colgada
Ustawienie ciała "w osi" lub "od osi" rozdzielają dwie szerokie klasy figur i stylów tanga. Pozycja w pionie (na osi) to pozycja, gdzie jedna z nóg jest prawie prostopadła do podłogi. Pozycje, w której ciało jest odchylone od pionu (od osi) nazywane są apile (hiszp. apilado, carpa, volcada) lub colgada.
| Hiszpański                     | Polski           | Pozycja | Opis | Zdjęcie |
| ------------------------------ | ---------------- | ------- | --- | ------- |
| Posición normal, el eje        | Normalna pozycja | Na osi  | Pozycja, w której jedna z nóg jest prawie prostopadła do podłogi. Stopy są złączone i nieco odchylone na bok. Waga ciała jest prawie w całości na jednej z nóg; zobacz też pozycja ze złączonymi kostkami. |         |
| Carpa, Apile, Apilado, Volcada | Volcada          | Od osi  | Pozycja, w której partnerzy są pochyleni do przodu; sposób wychylenia, zarówno kąt wychylenia jak i kształt ciała może być zróżnicowany. Wiele płynnych figur tanga nuevo jest tańczone w pozycji volcady. |         |
| Colgada                        | Colgada          | Od osi  | Pozycja, w której partnerzy są odchyleni do tyłu. Zarówno kąt odchylenia jak i kształt ciała mogą być różne (patrz kształty colgady). Wiele figur tanga nuevo jest tańczonych w pozycji colgady.           |         |

## Styl i objęcie
Styl tańczenia tanga argentyńskiego zależał i zależy od wielu czynników, poczynając od kroju sukien kobiet w danej epoce, liczby osób na parkiecie, moralności czy miejsca. Tango może być tańczone w bliskim trzymaniu, w którym górna część ciała kobiety i mężczyzny są blisko siebie, lub w dalekim trzymaniu, w którym mężczyzna i kobieta pozostają od siebie prawie na wyciągnięcie rąk. Styl tańczenia tanga argentyńskiego nie zależy od sposobu trzymania partnerki. Wiele figur tanga-salon jest tańczonych w dalekim trzymaniu, ale można też zobaczyć pary tańczące tango-nuevo w bliskim trzymaniu. Styl milonguero (apilado) jest pewnym wyjątkiem, ponieważ bardzo bliskie objęcie partnerki uniemożliwia wykonanie pewnej kategorii figur i ich wariantów.
Według Carlosa Vega objęcie w tangu jest jego najbardziej magicznym elementem.

### Sposób trzymania
| Hiszpański                   | Polski                                                     | Styl tanga związany ze sposobem trzymania | Objęcie i styl | Zdjęcie | Zdjęcie |
| ---------------------------- | ---------------------------------------------------------- | ----------------------------------------- | --- | ------- | ------- |
| Abrazo cerrado               | Bliskie objęcie z otwartą stroną (przypominające literę V) | Tango salon i tango nuevo                 | Górna część ciała tancerzy jest bliżej do siebie niż ich biodra. W bliskim trzymaniu górna część ciała tancerzy jest w kontakcie, a ich czoła dotykają się, lub są bardzo blisko siebie. Zachowany jest dystans pomiędzy lewą stroną prowadzącego i prawą stroną prowadzonej, takie objęcie przypomina nieco literę V. |         |         |
| Abrazo abierto               | Otwarte objęcie                                            | Tango nuevo, tango salon                  | W otwartym trzymaniu partnerzy są w pewnej odległości od siebie, chociaż zawsze istnieje kontakt pomiędzy ich ramionami, co umożliwia komunikację. Tancerze tanga argentyńskiego nie odchylają górnej części ciała do tyłu, od siebie. Każdy z partnerów utrzymuje kontrolę nad swoją pozycją. Objęcie w tangu argentyńskim nie jest sztywne, ale przypomina dwie osoby, które się do siebie przytulają, obejmując się nawzajem. |         |         |
| Apilado (estilo milonguero)  | Bardzo bliskie objęcie                                     | Styl milonguero                           | W bardzo bliskim trzymaniu (apilado, bliskie objęcie bez otwartej strony) górne części ciała partnerów są złączone. Partnerzy są, lub wydają się być, nachyleni do siebie, tak że powstaje pewien dystans pomiędzy nogami i biodrami umożliwiający wykonywanie figur. |         |         |
| Tango al reves, doble frente | Odwrotne objęcie                                           | Tango salon i tango nuevo                 | W odwrotnym trzymaniu partnerzy tańczą zwróceni w tym samym kierunku. Obecnie jest to objęcie, które tylko czasami jest wykorzystywane, zwłaszcza w tangu scenicznym (patrz zwróceni razem). |         |         |

### Objęcie podczas nauki tanga
Podczas nauki tanga argentyńskiego używane są specyficzne objęcia partnerów, które są pomocne w nauce techniki prawidłowego chodzenia i pozycji ciała.
| Hiszpański    | Polski                      | Objęcie podczas nauki tanga                                                                              | Zdjęcie |
| ------------- | --------------------------- | --- | ------- |
| Pareja tomada | Objęcie podczas nauki tanga | Partnerzy trzymają się za ramiona.                                                                       |         |
| Pareja tomada | Objęcie podczas nauki tanga | Partnerka trzyma ramiona partnera.                                                                       |         |
| Pareja tomada | Objęcie podczas nauki tanga | Partner jest w pozycji "czajniczka od herbaty" (prawa ręka z tyłu, lewa ręka jak dziubek od czajniczka). |         |
| Pareja tomada | Objęcie podczas nauki tanga | Wzajemnie objęcie.                                                                                       |         |

## Kroki i początek tańca (salida)

### Sposób chodzenia w tangu
W kroku skrzyżowanym prowadzący idzie prawą nogą do przodu a partner (osoba prowadzona) wykonuje w tym czasie krok do tyłu prawą nogą, lub kiedy prowadzący idzie do przodu lewą nogą a partnerka wykonuje w tym czasie krok do tyłu lewą nogą. W kroku równoległym prowadzący idzie lewą nogą do przodu a partner (osoba prowadzona) wykonuje w tym czasie krok do tyłu prawą nogą, lub kiedy prowadzący idzie do przodu prawą nogą a partnerka wykonuje w tym czasie krok do tyłu lewą nogą. W innych tańcach towarzyskich krok skrzyżowany jest uważany za nieprawidłowy, chyba że zarówno prowadzący jak i prowadzona są zwróceni w tym samym kierunku. W tangu argentyńskim prowadzony może zmienić ciężar ciała z jednej ze stóp na drugą, podczas gdy prowadzona pozostaje na tej samej stopie; jest to także duża różnica w stosunku do innych tańców towarzyskich, gdzie zmiana ciężaru ciała prowadzącego musi być także wykonana przez prowadzoną. System skrzyżowany i system równoległy są nazwami, które zostały początkowo wprowadzone przez Gustavo Naveira i Fabiana Salasa. Z początku używali oni nazwy "równy" i "nierówny". W połowie lat 1990 zaczęli używać nazwy "system równoległy" i "system skrzyżowany", a następnie krok normalny i krok skrzyżowany. Natomiast zmiana ciężaru ciała w tangu jest nazywana contrapaso lub "contra-step". Tego typu zmiany można dokonywać w akcencie (rytmie) muzyki lub poza akcentem.
| Hiszpański       | Polski                         | Sposoby chodzenia | Zdjęcie |
| ---------------- | ------------------------------ | --- | ------- |
| Sistema paralelo | System równoległy              | Prowadzący idzie lewą nogą do przodu a partner (osoba prowadzona) wykonuje w tym czasie krok do tyłu prawą nogą, lub kiedy prowadzący idzie do przodu prawą nogą a partnerka wykonuje w tym czasie krok do tyłu lewą nogą.                                                                  |         |
| Sistema cruzada  | System skrzyżowany             | Prowadzący idzie prawą nogą do przodu a partner (osoba prowadzona) wykonuje w tym czasie krok do tyłu prawą nogą, lub kiedy prowadzący idzie do przodu lewą nogą a partnerka wykonuje w tym czasie krok do tyłu lewą nogą.                                                                  |         |
| Contrapeso       | Zmiana wagi                    | Zmiana ciężaru ciała przy zmianie z kroku równoległego na skrzyżowany. |         |
| Americana        | Promenada (spacer zakochanych) | Krok, w którym partnerzy zwróceni są w tym samym kierunku. Ten sposób chodzenia przypomina spacer zakochanych w parku tylko, że zamiast trzymania się za ręce partnerzy nadal używają objęcia w tangu. Ten sposób chodzenia może być zapoczątkowany przez salidę amerykańską ("amerykana"). |         |

### Krok podstawowy
Krok podstawowy (paso básico, basico cuadrado y cruzado) jest używany w nauce tanga i prawie nigdy nie jest stosowany jako krok w tańcu. Dlatego jest nieco negatywnie określany jako "krok akademicki". Mimo to, zawiera podstawowe elementy używane przy bardziej skomplikowanych figurach tanga. Pomaga też w "ustaleniu notacji" opisywania różnych pozycji. Zaawansowani tancerze używają numeracji kroku podstawowego, żeby szybko przejść do specyficznego ustawienia nóg.
Krok podstawowy jest złożony z kroku do tyłu, kroku w bok w lewo, krzyżyka wykonywanego przez kobietę, kroku do przodu, i kroku w bok w prawo (pojęcia prawo i lewo, do tyłu i do przodu są określane z punktu widzenia prowadzącego). Krok podstawowy ma cztery fazy: rozpoczęcie (salida) – pozycja 1 i 2 oraz przejście z pozycji 2 do pozycji 3; marsz – pozycja 3 i 4; krzyżyk – pozycja 5; zakończenie – pozycja 6,7,8. Istnieje kilka wariantów kroku podstawowego.
| Hiszpański                              | Polski              | Krok podstawowy | Zdjęcie |
| --------------------------------------- | ------------------- | --- | ------- |
| Posición cero                           | Pozycja 0           | Postawa ze złączonymi stopami, "na osi". Patrz także złączenie stop. |         |
| Uno (salida atrás, primera)             | Pozycja 1           | Krok do tyłu, początek salidy |         |
| Dos (salida costado, apertura, segunda) | Pozycja 2           | Krok w bok, pozycja otwarta, część salidy (rozpoczęcia tańca). |         |
| Tres                                    | Pozycja 3           | Salida równoległa (basico cuadrado) – prowadzący idzie do przodu prawą nogą; lub salida skrzyżowana (basico cruzado) – prowadzący zmienia ciężar ciała i idzie do przodu lewą nogą. |         |
| Cuatro (caminata)                       | Pozycja 4           | Krok do przodu. |         |
| Cinco, cruce                            | Pozycja 5 (krzyżyk) | Partnerka krzyżuje nogi. Zobacz też krzyżyk. |         |
| Seis                                    | Pozycja 6           | Krok do przodu, część zakończenia |         |
| Siete                                   | Pozycja 7           | Krok w prawo, część zakończenia. |         |
| Ocho                                    | Pozycja 8           | Zmiana ciężaru ciała, część zakończenia. Zobacz też kadencja. |         |

Prostokąt (baldosa, cuadrado) jest figurą złożoną z sześciu kroków – mężczyzna rozpoczyna figurę prawą nogą do tyłu, następnie robi krok w lewo, do przodu, do przodu, w prawo, złączenie stóp. Prostokąt jest podobny do kroku podstawowego, ale wykonywany jest z pominięciem krzyżyka.
Niektórzy nauczyciele tanga uczą figury przez prezentację prostszych elementów. Po tym etapie przystępują do nauki improwizacji tanga. Zajęcia tanga dla początkujących koncentrują się na chodzeniu, krzyżyku czy ósemkach. Zazwyczaj złożona figura tanga składa się z części wyjściowej (salida), kombinacji różnych elementów tanga, a końcowy element nazywa się rezolucja (resolución). Ten podział umożliwia na bardzo szeroką gamę figur i możliwości improwizacji.

### Początek tańca
| Hiszpański       | Polski             | Początek tańca (salida) | Zdjęcie |
| ---------------- | ------------------ | --- | ------- |
| Salida simple    | Początek           | Wyjście rozpoczęte silnym skrętem ciała prowadzącego i prawą nogą na zewnątrz pozycji partnerki z pozycji 3 kroku podstawowego. |         |
| Salida cruzada   | Salida skrzyżowana | Salida, w której mężczyzna zaczyna iść lewą nogą z pozycji 3 kroku podstawowego.                                                |         |
|                  | Salida synkopowana | Salida, w której pozycja 4 i 5 kroku podstawowego są wykonane na bok.                                                           |         |
| Salida Americana | Amerykana          | Salida rozpoczynana poprzez promenadę, kiedy zarówno partner jak i partnerka są zwróceni w tym samym kierunku.                  |         |

## Ozdobniki i technika

### Technika kobiet i ozdobniki
Oboje partnerzy mogą wykonywać w tango ozdobniki (adornos, decoration), które zazwyczaj nie są markowane (prowadzone). Do nich należą – aguja, amague, boleo, caricia, cuatro, enroscar, golpecito, lustrada, rulo. Widzowie często obserwują w tangu kobietę – jej elegancję ruchów, technikę wykonywania figur i interpretację muzyki. Mimo że atrybuty te są w znacznej mierze indywidualne istnieją ogólne wskazówki co do tego jak właściwie przenosić wagę, układać stopy, prawidłowo wykonywać obroty a nawet pewne wskazówki wyrażania emocji.
| Hiszpański                    | Polski                     | Technika tanga – kobiety | Zdjęcie | Zdjęcie | Zdjęcie |
| ----------------------------- | -------------------------- | --- | ------- | ------- | ------- |
| Amagues                       | Amagues                    | Akcent jedną z nóg względem drugiej nogi. |         |         |         |
| Caricias                      | Karesy                     | Pieszczotliwe lub uwodzące ruchy, dla przykładu ocieranie nogi o nogę czy przesuwanie zewnętrznej części nogi o nogę partnera                                                      |         |         |         |
| Pasada                        | Przejście                  | Przejście nad stopą lub wyciągniętą nogą partnera. W zależności od preferencji kobiety ruch ten może mieć różne warianty, dla przykładu kobieta może unieść kolano wysoko lub nie. |         |         |         |
|                               | Skrzyżowany krok do przodu | Krok do przodu, w którym jedna noga krzyżuje się w czasie ruchu z przodu drugiej nogi. Ta sekwencja jest częścią ocha.                                                             |         |         |         |
|                               | Skrzyżowany krok do tyłu   | Krok do tyłu, w którym jedna noga krzyżuje się w czasie ruchu z tyłu drugiej nogi. Dwie takie sekwencje tworzą tylne ocho.                                                         |         |         |         |
|                               | Krok w bok                 | Wyciągnięcie nogi na bok (projekcja) i przeniesienie ciężaru ciała, |         |         |         |
| Cuatro                        | Czwórka                    | Ozdobnik wykonywany przez kobietę – partnerka krzyżuje i podnosi nogę przed drugą nogą tworząc wizualnie figurę 4.                                                                 |         |         |         |
| Lustrada                      | Polerowanie butów          | Ocieranie buta partnerki o nogawkę partnera. |         |         |         |
| Toque (zobacz też golpecitos) | Dotknięcie                 | Szybkie dotknięcie stopy partnera przez stopę kobiety. |         |         |         |
|                               | Tap                        | Uderzenie przednią częścią buta o podłogę. |         |         |         |

### Technika mężczyzn
Technika, styl i rodzaj dekoracji typowe dla lidera opisane są w tej sekcji.
| Hiszpański | Polski           | Technika i dekoracje typowe dla mężczyzn                                                                                        | Zdjęcie |
| ---------- | ---------------- | --- | ------- |
| Agujas     | Igła             | Wyprostowana stopa skierowana w stronę podłogi.                                                                                 |         |
| Enrosque   | Enrosque (skręt) | Mężczyzna lub kobieta obraca się i skręca nogi ruchem przypominającym wkręcanie korkociągu. Często inicjalizowane przez "igłę". |         |
| Lapiz      | Lapiz (ołówek)   | Obrót z nogą odchyloną na bok oraz stopą skierowaną w stronę podłogi.                                                           |         |
| Planeo     | Planeo           | Obrót na jednej nodze z drugą nogą wysuniętą na zewnątrz.                                                                       |         |
|            | Tap              | Szybkie akcentujące uderzenia stopą o podłogę.                                                                                  |         |

### Sposoby wyrazu emocji
Podniesienie ręki przez kobietę i łagodne ułożenie w ramionach partnera, sposób kontaktu i objęcia to jedne z wielu przykładów ekspresji emocji w tangu argentyńskim.
| Hiszpański | Polski                | Wyraz emocji | Zdjęcie |
| ---------- | --------------------- | --- | ------- |
|            | Policzek do policzka  | Partnerzy tańczą blisko siebie i łączą policzki. |         |
|            | Ramię do góry i w dół | Kobieta podnosi rękę i delikatnie ją opuszcza na ramiona partnera.                                                                                  |         |
|            | Jesteś moja           | Delikatne objęcie. |         |
|            | Objęcie zakochanych.  | Dosyć ryzykowne objęcie z rękę opuszczoną w dół. |         |
|            | Czoło do czoła        | Partnerzy tańczą blisko siebie i mają złączone czoła. Wprawdzie jest to dość typowa pozycja w tangu, ale może wpływać negatywnie na ogólną postawę. |         |

### Warianty figur
Elementy tanga można interpretować na różne sposoby używając do tego ustawienia ciała czy też elastyczności ruchu. Warianty te dają figurze bardziej lub mniej klasyczny wygląd, umożliwiają dużą ekspresję wyrazu i interpretacji muzyki.
Wiele z nowoczesnych kroków tanga argentyńskiego pochodzi z tanga tańczonego na estradzie dla publiczności. Kroki te są modyfikowane dla celów mniejszej sali czy też większej ilości tańczących i są teraz częścią stylu tango nuevo. Sposób wykonywania figur zależy od interpretacji muzyki lub sposobu wyrażania emocji. Istnieje kilka materiałów instruktażowych pokazujących sekwencję elementów tango nuevo – colgad i volcad.
| Hiszpański | Polski       | Warianty                                                       | Zdjęcie | Zdjęcie | Zdjęcie |
| ---------- | ------------ | -------------------------------------------------------------- | ------- | ------- | ------- |
| Colgada    | Style colgad | Warianty colgad                                                |         |         |         |
| Voleo      | Style boleo  | Warianty boleo; niskie i wysokie boleo; liniowe i kołowe boleo |         |         |         |

## Figury

### Krzyżyk i ocho
Duża grupa klasycznych i eleganckich figur tanga argentyńskiego opiera się na dwóch podstawowych krokach: skrzyżowanym kroku do przodu oraz skrzyżowanym kroku do tyłu. Kombinacja tych kroków daje zarówno ocho (ósemki) oraz giros (obroty). Krzyżyk został wprowadzony w późnych latach 30. XX wieku i spowodował znaczne rozszerzenie repertuaru figur tanga.
| Hiszpański      | Polski                                     | Krzyżyk i ocho                                                                   | Zdjęcie                              |
| --------------- | ------------------------------------------ | -------------------------------------------------------------------------------- | ------------------------------------ |
| Cruce (cinco)   | Krzyżyk (pozycja piąta kroku podstawowego) | Lewa noga jest skrzyżowana przed prawą nogą. Zobacz też Pozycja 5.               |                                      |
| Cruce adelante  | Krzyżyk z przodu                           | Jedna z nóg skrzyżowana z przodu drugiej nogi.                                   | Patrz krzyżyk                        |
| Cruce atrás     | Krzyżyk z tyłu                             | Jedna z nóg skrzyżowana z tyłu drugiej nogi.                                     | Patrz krzyżyk                        |
| Cruce forzado   | Wymuszony krzyżyk                          | Skrzyżowane nogi – wymuszone przez nogę partnera.                                |                                      |
| Ocho            | Ocho                                       | Ósemka zarysowana na podłodze przez stopy partnerki.                             | Patrz ocho do tyłu i ocho do przodu. |
| Ocho adelante   | Ocho do przodu                             | Ósemka zarysowana na podłodze przez stopy partnerki idącej do przodu.            | Dwa skrzyżowane kroki do przodu.     |
| Ocho atrás      | Ocho do tyłu                               | Ósemka zarysowana na podłodze przez stopy partnerki idącej do tyłu.              | Dwa Skrzyżowane kroki do tyłu.       |
| Ocho cortado    | Ucięte ocho                                | Szybka zmiana kierunku w kroku do przodu powodująca skrzyżowanie stóp partnerki. |                                      |
| Ocho milonguero | Ocho bez skrętu (leniwe ocho)              | Ocho wykonywane bez silnego skrętu bioder.                                       |                                      |

### Obroty
Różnego rodzaju figury, w których obroty są podstawowym elementem są ważną częścią tanga argentyńskiego, zwłaszcza w tango-vals. W tabeli są opisane popularne sekwencje obrotów.
| Hiszpański   | Polski                     | Obroty | Zdjęcie    |
| ------------ | -------------------------- | --- | ---------- |
| Arroje       | Popchnąć                   | Ruch, który zapoczątkowuje obrót. |            |
| Calesita     | Karuzela                   | Obrót, w którym mężczyzna obraca kobietę wokół jej osi, kobieta stoi na palcach jednej z nóg. |            |
| Giro         | Giro, molinete (obrót)     | Obrót, w którym (zazwyczaj) kobieta wykonuje pełny obrót wokół mężczyzny. Figura ta jest realizowana za pomocą kilku kroków. Jednym z najczęstszych wariantów jest obrót składający się z 4 kroków – do przodu, krok w bok, krok do tyłu, krok w bok. Warianty giro polegają na wykonaniu pełnego obrotu za pomocą różnej ilości kroków – przykładowo tylko trzech. Poszczególne kroki zamykające obrót mogą się odbywać po kwadracie lub w sposób, w którym poszczególne segmenty obrotu przypominają bardziej ruch kołowy (wariant często używany w walcu). |            |
| Giro         | Fragment obrotu            | Krok w bok. |            |
| Giro         | Fragment obrotu            | Krok do tyłu. |            |
| Giro         | Fragment obrotu            | Krok w bok. |            |
| Media Luna   | Połowa obrotu (półksiężyc) | Obrót o 180 stopni | patrz giro |
| Media Vuelta | Półobrót                   | Obrót o 180 stopni | patrz giro |
| Molinete     | Molinete                   | Patrz giro | patrz giro |
| Tijera       | Nożyczki                   | Podskok z nożycowym ruchem nóg. |            |
| Vueltas      | Vueltas                    | Figury obrotowe niebędące giro "marionette". |            |

### Akcenty, blokady i pasady
Pewna klasa kroków tanga polega na blokowaniu, przesuwaniu, i przechodzeniu wokół nóg partnera. Kroki te wprowadzają elementy zabawy i czynią taniec ciekawszym. Jest to metoda do zmuszania partnera do wybierania nieoczekiwanych rozwiązań. Istnieją różnego rodzaju warianty blokad i pasad i ich interpretacja i realizacja zależy od wielu elementów – m.in. od dostępnej przestrzeni czy też od pomysłowości partnera.
| Hiszpański                               | Polski               | Blokady i pasady | Zdjęcie | Zdjęcie |
| ---------------------------------------- | -------------------- | --- | ------- | ------- |
|                                          | Blokada              | Blokada |         |         |
| Barrida (arrastre)                       | Przesunięcie         | Jeden z partnerów przesuwa stopę partnera trzymając ją blisko podłogi.                                                                     |         |         |
| Bicicleta                                | Rowerek              | Figura, która przypomina pedałowanie na rowerze. jest zapoczątkowane poprzez wsunięcie stopy pod stopę partnera lub z boku stopy partnera. |         |         |
| Empujadita                               | Popchnięcie          | Popchnięcie nogi partnerki przez nogę partnera.                                                                                            |         |         |
| Mordida (sandwich, sanguche, sanguchito) | Kanapka (sandwicz)   | Prowadzący stawia swoje stopy po obu stronach stopy partnerki, przez co blokuje chwilowo jej ruch.                                         |         |         |
| Parada                                   | Parada (zatrzymanie) | Lider zatrzymuje ruch partnerki przez postawienie swojej stopy blisko stopy partnerki.                                                     |         |         |

### Sakady
| Hiszpański       | Polski                 | Sakady) | Zdjęcie | Zdjęcie |
| ---------------- | ---------------------- | --- | ------- | ------- |
| Sacada (entrada) | Sakada (płytka sakada) | Prowadzący stawia nogę w miejscu, gdzie właśnie była noga partnerki, w tego typu płytkiej sakadzie następuje tylko wymiana pozycji a prowadzący nie przemieszcza bezpośrednio nogi prowadzącej. Ta figura ma różne nazwy hiszpańskie (sacada lub entrada) w zależności od instruktora. |         |         |
| Sacada (quite)   | Sakada                 | Przemieszczenie nogi partnerki przez nogę partnera. |         |         |
| Sacada           | Tylna sakada           | Przemieszczenie nogi partnerki przez nogę partnera. |         |         |

### Gancho i enganche
| Hiszpański | Polski                     | Gancho i enganche) | Zdjęcie | Zdjęcie |
| ---------- | -------------------------- | --- | ------- | ------- |
| Enganche   | Enganche (obwinięcie nogi) | Jeden z tancerzy obwija nogę wokół nogi partnera. Ten ruch jest czasami na chwilę zatrzymany w czasie. Patrz też "gancho" lub "wysokie zawinięcie nogi". |         |         |
| Gancho     | Gancho                     | Noga jednego z tancerzy uderza nogę partnera tworząc kształt "haczyka".                                                                                  |         |         |
|            | Gancho nuevo               | Partnerka umieszcza swoją nogę pomiędzy nogami partnera wyginając ją w formie haczyka.                                                                   |         |         |
| Piernazo   | Wysokie obwinięcie nogi    | Obwinięcie lub dotyk podniesionej wysoko nogi partnerki. Noga partnerki dotyka bioder lub nóg partnera.                                                  |         |         |

### Boleo
| Hiszpański     | Polski         | Boleo | Zdjęcie | Zdjęcie |
| -------------- | -------------- | --- | ------- | ------- |
| Voleo adelante | Boleo z przodu | Silnie akcentowany okrężny ruch nogi partnerki, która podnosi stopę od podłogi i skręca nogę na bok i zawija ją wokół drugiej nogi na wysokości kolana. Bolea mogą być niskie (bajo) lub wysokie (alto). Ten krok jest znany pod nazwą boleo lub voleo po hiszpańsku.                                                  |         |         |
| Voleo atrás    | Boleo z tyłu   | Silnie akcentowany okrężny ruch nogi partnerki, która podnosi stopę od podłogi i skręca nogę na bok i zawija ją wokół drugiej nogi na wysokości kolana. Bolea mogą być niskie (bajo) lub wysokie (alto). Ten krok jest znany pod nazwą boleo lub voleo po hiszpańsku. Ten ruch jest zazwyczaj inicjalizowany z "ocho". |         |         |
| Voleo en linea | Boleo liniowe  | Wymach nogi partnerki do tyłu lub do przodu, czasami ruch ten jest wolny lub przez chwilę zatrzymany. |         |         |

### Colgada i volcada
| Hiszpański         | Polski               | Colgada i volcada | Zdjęcie | Zdjęcie |
| ------------------ | -------------------- | --- | ------- | ------- |
| Colgada            | Colgada              | Figura z wychyleniem ciała partnerki od osi, w której ciało kobiety jest odchylone do tyłu a partner podtrzymuje ją ramionami. Prosta wersja colgady może być zainicjalizowana przy przejściu partnerki wokół nogi partnera. Inne warianty są bardziej złożone (patrz formy colgady): "wygięta colgada" (zdjęcie po lewej) – figura, w której biodra kobiety i jej klatka piersiowa są w tym samym pionie; "colgada wyprostowana" (zdjęcie po prawej) to figura, w której plecy i nogi są w tej samej linii. |         |         |
| Colgada            | Colgada z boku       | Figura z wychyleniem partnerki od osi. Kobieta jest odchylona na bok a prowadzący podtrzymuje partnerkę ramionami. |         |         |
| Volcada            | Volcada              | Figura z wychyleniem partnerki od osi, w której kobieta jest odchylona do przodu i wykonuje nogami ocha lub ozdobniki. Volcady mogą być wykonywane w bliskim lub otwartym trzymaniu. W przypadku bliskiego trzymania równowaga jest utrzymywana za pomocą ciała prowadzącego. W przypadku volcady w otwartym trzymaniu mężczyzna podtrzymuje kobietę za pomocą ramion (prowadząca naciska swoje ramię w dół). Patrz także apile.                                                                             |         |         |
|                    | Volcada (zawieszona) | Figura z wychyleniem partnerki od osi, w której kobieta jest odchylona do przodu i ma otwarte nogi. |         |         |
| Volcada con adorno | Volcada z boku       | Figura z wychyleniem partnerki od osi, w której kobieta jest odchylona do boku. Może wykonywać ozdobniki swoją swobodną nogą. |         |         |
| Volcada            | Volcada              | Figura z wychyleniem partnerki od osi, w której kobieta jest odchylona do boku. |         |         |

### Inne
| Hiszpański      | Polski                      | Inne figury | Zdjęcie | Zdjęcie |
| --------------- | --------------------------- | --- | ------- | ------- |
| Corrida         | Corrida                     | Krótka sekwencja kroków. |         |         |
| Doble frente    | W jednym kierunku.          | Wersja tanga, w którym tańczący zwróceni są w tym samym kierunku (patrz styl tango al reves).                                                                              |         |         |
| Elevacion       | Podniesienie                | Figury, w których mężczyzna podnosi kobietę |         |         |
| Espejo          | Krok lustrzany              | Kroki, w których oboje partnerzy wykonują te same ozdobniki lub kroki. |         |         |
| Friccion        | Ciągnięcie                  | Kobieta, której palce nóg opierają się na podłodze, jest ciągnięta przez mężczyznę.                                                                                        |         |         |
| Pulpeadas       | Pulpeady, "lepkie sakady"   | Klasa "schwytanych, złączonych, przeniesionych" sakad oraz gancho. Nazwa pochodzi od pseudonimu Norberta Esbrez – Pulpo.                                                   |         |         |
| Quebrada        | Quebrada                    | Nagły skręt ciała. Nazwa jest także związana ze stylem tanga "corte i quebrada" – czyli tangiem z dużą ilością ozdobników i figur (kontrastującym z prostym stylem tańca). |         |         |
| Palanca         | Lever                       | Mężczyzna unosi kobietę na swojej stopie. |         |         |
| Patada          | Patada                      | Wstawienie nogi pomiędzy nogi partnera. |         |         |
| Rebotes         | Zmiana kierunku             | Szybka zmiana kierunku, przykładem może być rozpoczęcie z salida americana i zmiana kierunku do tyłu.                                                                      |         |         |
| Salto, Saltitos | Podskok                     | Wysokie lub niskie podskoki. |         |         |
| Sentada         | Sentada                     | Kobieta siada na ugiętej nodze lub nogach partnera. |         |         |
| Soltada         | Soltada                     | Obrót lub inna figura bez kontaktu (bez trzymania) z partnerem. |         |         |
| Zarandeo        | Swing                       | Swingowy ruch biodrami. |         |         |
|                 | "Idzie, tańcząc na stopach" | Partnerka chodzi na stopach partnera. |         |         |

### Figury końcowe
Typowe zakończenia tanga to proste figury, takie jak sandwich. Pomimo to często zakończenie tanga kojarzy się z dramatycznymi pozami. Niektóre z nich są opisane poniżej w tabeli.
| Hiszpański | Polski             | Figury końcowe | Zdjęcie | Zdjęcie |
| ---------- | ------------------ | --- | ------- | ------- |
|            | Figura końcowa     | Figura końcowa, w której kobieta zakłada swoją nogę na zgiętą nogę partnera.                                                               |         |         |
| Corte      | Skłon (pochylenie) | Skłon i przerwa w ruchu. Corte ma także znaczenie "tanga z wieloma figurami" (patrz quebrada). Corte to jeden z najstarszych kroków tanga. |         |         |